# Нікколо Рідольфі
Нікколо Рідольфі (італ. Niccolò Ridolfi; 1501 — 31 січня 1550) — італійський кардинал.

## Раннє життя
Народився у Флоренції, син П'єро Рідольфі (італ. Piero Ridolfi) та Контесіни Медічі (італ. Contessina de' Medici; дочки Лоренцо Медічі). Його батько був гонфалоньєром правосуддя. Сім'я була заможною і знатною. Папа Лев X був дядьком Нікколо по материнській лінії і дав йому швидку церковну кар'єру. Він був призначений губернатором Сполето в період 1514—1516 років і апостольським протонотаром у віці тринадцяти років. Нікколо став другом гуманіста Джан Джорджіо Тріссіно, який служив Лео як нунцій у Німеччині.

## Церковна кар'єра
Папа Лев X призначив його кардиналом-дияконом на консисторії 1 липня 1517 року у віці шістнадцяти років, надавши статус диякона у церкві Санті-Віто-е-Модесто. Пізніше його дядько призначив його адміністратором престолу Орвієто 24 серпня 1520 року, і він обіймав цю посаду до 3 вересня 1529 року. Рідольфі брав участь у конклавах 1521—1522 і 1523 років.
Папа Климент VII призначив його архієпископом Флоренції 11 січня 1524 року. Він залишив цю посаду 11 жовтня 1532 року. Він також служив адміністратором Віченци з 14 березня 1524 року до своєї смерті. У 1537 році він запросив орден ангельських сестер святого Павла до Віченци, де вони отримали підтримку родини Вальмарана.
Рідольфі був адміністратором Форлі (16 квітня 1526 — 7 серпня 1528). Під час пограбування Риму разом з іншими кардиналами він був взятий у заручники Уго де Монкада. Пізніше він був призначений адміністратором Вітербо (16 листопада 1532 — 6 червня 1533), адміністратором метрополії Салерно (7 лютого 1533 — 19 грудня 1548) та адміністратором Імоли (4 серпня 1533 — 17 травня 1546). 19 січня 1534 року Папа Климент VII призначив його на дияконство Санта-Марія-ін-Космедін. Він брав участь у Папському конклаві 1534 року.
Папа Павло III знову призначив його адміністратором Вітербо (8 серпня 1538 — 25 травня 1548) і призначив його дияконом Санта-Марія на Віа-Лата 31 травня 1540 року, коли він став кардиналом-протодияконом. Був членом спеціальної комісії з одинадцяти кардиналів для реформи Римської курії. 8 січня 1543 року він був названий архієпископом Флоренції вдруге і знову пішов у відставку 25 травня 1548 року.
Після смерті Папи Павла III був папабілем, вступив до конклаву 1549—1550 років, але залишив його через хворобу. Він помер 31 січня 1550 року від апоплексичного удару до обрання нового папи Юлія III 7 лютого 1550 року. Кардинал Рідольфі був похований у базиліці Святого Августина.
Будучи покровителем мистецтва, Рідольфі мав велику колекцію книг, картин і скульптур, яка перейшла до його брата Лоренцо. Вважається, що великий гербовий глечик, який зараз зберігається в Метрополітен-музеї, був виготовлений на замовлення Рідольфі з нагоди коронації Карла V у Болоньї в 1530 році.

## Виноски
1. ↑  Bibliothèque nationale de France BNF: платформа відкритих даних — 2011.
2. ↑  opac.vatlib.it
3. ↑  SNAC — 2010.
4. 1 2  Catholic-Hierarchy.org — USA: 1990.
5. 1 2 3  «Ridolfi, Niccolò», Treccani
6. ↑  Caesar, Mathieu. Factional Struggles: Divided Elites in European Cities & Courts (1400—1750), BRILL, 2017, p. 131 ISBN 9789004345348
7. ↑  A Cultural Symbiosis: Patrician Art Patronage and Medicean Cultural Politics in Florence (1530—1610), (Klazina D. Botke, ed.) Leuven University Press, 2021, p. 118 ISBN 9789462702967
8. ↑  Wilson, Timothy. «Double-spouted armorial pitcher», Maiolica: Italian Renaissance Ceramics in the Metropolitan Museum of Art, MET, 2016. p. 160 ISBN 9781588395610